# Eugène Panon Desbassyns de Richemont
Pour les autres membres de la famille, voir Famille Panon Desbassayns de Richemont.
Eugène Panon Desbassayns, comte de Richemont, est un administrateur colonial et inventeur français, né le 29 mars 1800 à Paris et mort le 26 juin 1859 à Neuilly-sur-Seine. 

## Biographie

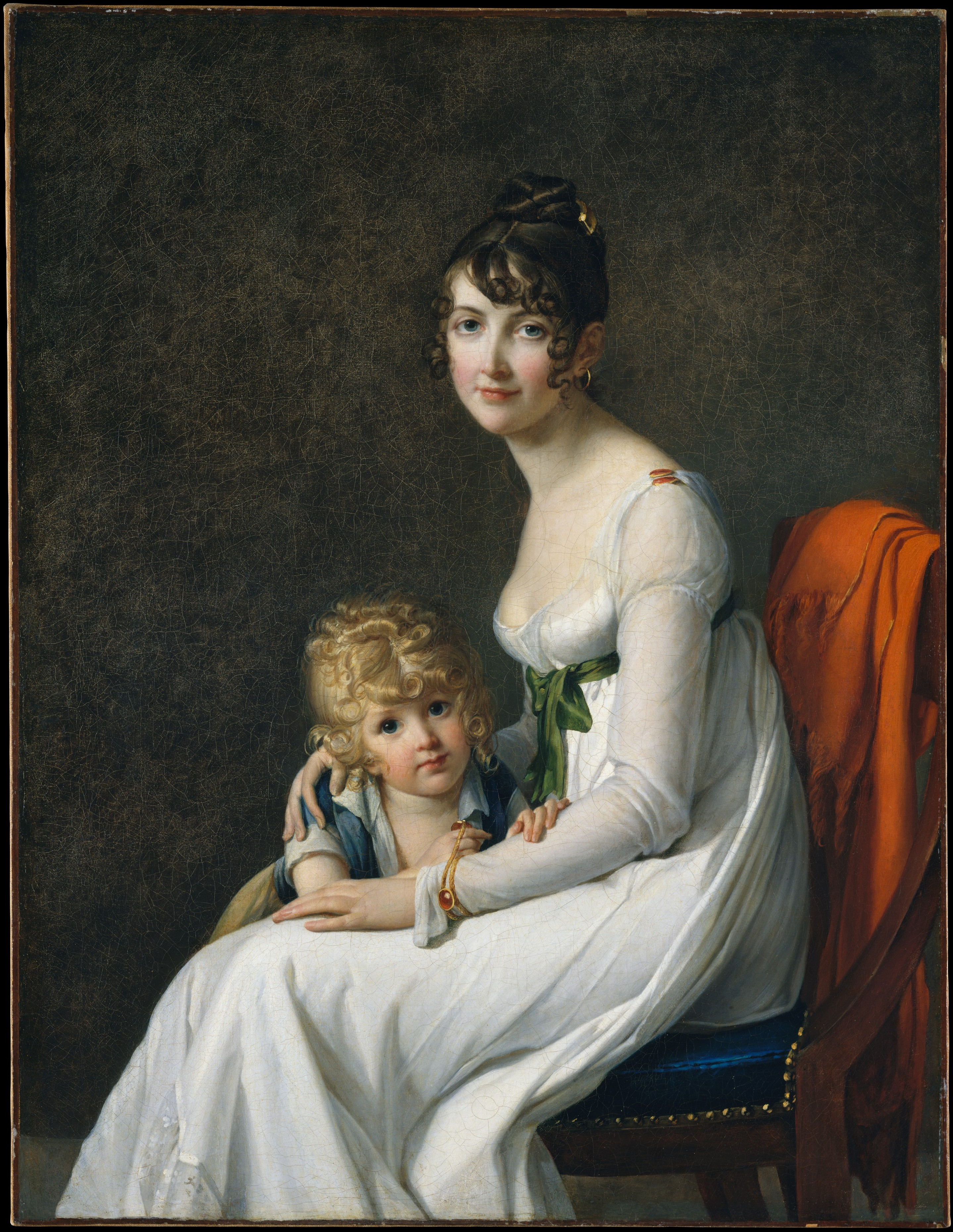
Marie-Guillemine Benoist, Portrait d'Eglé Mourgue (Madame Desbassayns de Richemont) et son fils Eugène, Salon de 1802 (Metropolitan Museum of Art).

Fils de Philippe Panon Desbassayns de Richemont et de Jeanne Eglé Fulcrande Catherine Mourgue, Eugène Panon Desbassyns de Richemont appartient à la riche famille réunionnaise de patronyme de Richemont.
Il se marie le 9 juin 1829 avec Claire-Joséphine-Grace-Athénaïs Dupont, fille du général d’Empire Pierre Dupont de l'Étang.
De ce mariage naît au moins quatre enfants, dont Pierre Philippe Alexandre Panon Desbassayns de Richemont, archéologue qui découvre avec Giovanni Battista De Rossi la crypte de Sainte-Cécile.
Gouverneur général de Pondichéry entre 1826 et le 2 août 1828, le comte Eugène Panon fonde le lycée français de la ville le 26 octobre 1826 ainsi que de nombreux ateliers de charité. 
Notamment en 1839, M. le vicomte Desbassayns de Richemont, fait don à la colonie de 15 386 francs pour la fondation d'une léproserie. Il faut alors construire un hospice spécial, et l'administration cède un terrain situé près de l'île des Cocotiers. La léproserie est achevée en 1844. Ses résultats sont toujours d'actualité.
Rentré à Paris après la fin de son mandat aux Indes, il se marie avec Athénaïs Dupont le 10 juin 1829 puis consacre sa vie à la physique et à la chimie, qui le passionnent. Il est considéré comme l'inventeur de certains engrais et de la soudure autogène.